# Dolicharthria intervacatalis
Dolicharthria intervacatalis is een vlinder uit de familie van de grasmotten (Crambidae), uit de onderfamilie van de Spilomelinae. De wetenschappelijke naam van deze soort is voor het eerst voorgesteld als Stenia intervacatalis door Hugo Theodor Christoph in een publicatie uit 1877.
De soort komt voor in Iran.